# Овчинино (Владимирская область)
Овчинино — деревня в Петушинском районе Владимирской области России, входит в состав Нагорного сельского поселения.

## География
Деревня расположена в 17 км на северо-запад от города Покров и в 35 км на северо-запад от райцентра города Петушки.

## История
В патриарших окладных книгах 1677 года отмечена прибылою вновь «церковь Николы Чудотворца да в приделе св. муч. Кирика и Улиты в вотчине Ивана Силина сына Дубасова в сельце Овчинино». В 1773 году эта церковь сгорела и вместо нее в том же году прихожане приобрели праздную церковь из села Бесед Вохонской десятины Московской епархии; новая церковь освящена была также во имя святого Николая чудотворца и устроен в ней придел во имя тех же святых. В 1837 году вместо деревянной церкви устроен каменный храм с такою же колокольнею. В 1873 году храм и колокольня сильно обгорели во время бывшего в селе пожара, так что в следующем году потребовался крупный наружный ремонт колокольни и церкви. В 1887-88 годах обновлены все внутренние украшения церкви: иконостасы и иконы; обновление стоило около 10 000 руб. Престолов в церкви три: в холодной – во имя святого Николая чудотворца, в трапезе теплой – во имя святого мученика Кирика и Улиты и во имя святого благоверного великого князя Александра Невского. Приход состоит из села Овчинино и деревень: Больших Горок и Лакиброво, в коих по клировым ведомостям числится 748 душ мужского пола и 862 женского. В селе Овчинино имелась церковно-приходская школа.
По данным на 1860 год деревня принадлежит Наталье Ивановне Черкасовой.
В конце XIX — начале XX века село являлось центром Овчининской волости Покровского уезда.
С 1929 года деревня являлась центром Овчининского сельсовета Петушинского района, в 1945—1960 годах деревня входила в Покровский район, с 1954 года — в составе Панфиловского сельсовета, с 2005 года — в составе Нагорного сельского поселения.

## Население
| 1859 | 1905 | 1926 | 2002 | 2010 | 2021 |
| ---- | ---- | ---- | ---- | ---- | ---- |
| 335  | ↗476 | ↘458 | ↘2   | ↗9   | ↗17  |

## Достопримечательности
В деревне находится действующая Церковь Николая Чудотворца (1800-1825).